# Cova de Son Granada de Dalt - Ses Vuit Quarterades
La cova de Son Granada de Dalt-Ses Vuit Quarterades és una cova artificial prehistòrica d'enterrament de l'edat del bronze, situada a la possessió de Son Granada de Dalt, al lloc anomenat sementer de ses Vuit Quarterades, al municipi de Llucmajor, Mallorca.
Aquesta cova està excavada en terreny pla. Té un corredor d'accés d'un quatre metres de llargària. A l'interior hi ha dos cubicles, un a l'absis i l'altre al vestíbul. La cambra té 9,0 m de llargària per 6,0 m d'amplària i 1,7 m d'alçària.